# Shenyang Aircraft Corporation
La Shenyang Aircraft Corporation o SAC (nota anche come Shenyang Aerospace Corporation) è un'azienda aeronautica cinese. Fondata nel 1953, ha sede nella città di Shenyang, capoluogo della provincia dello Liaoning, e fa parte del gruppo Aviation Industry Corporation of China (AVIC). Si tratta di uno dei più vecchi costruttori di aeromobili cinese, alcune società come la Chengdu Aircraft Industry Group o la Guizhou Aircraft Industry Corporation sono state fondate con l'aiuto della Shenyang. L'azienda nel corso degli anni si è concentra principalmente sulla progettazione e produzione di aerei da combattimento. La SAC è stata criticata per la produzione di cloni o copie non autorizzate di velivoli di altri costruttori non cinesi; per esempio, il Shenyang J-11B è una versione non autorizzata del russo Sukhoi J-11A / Su-27SK.

## Prodotti

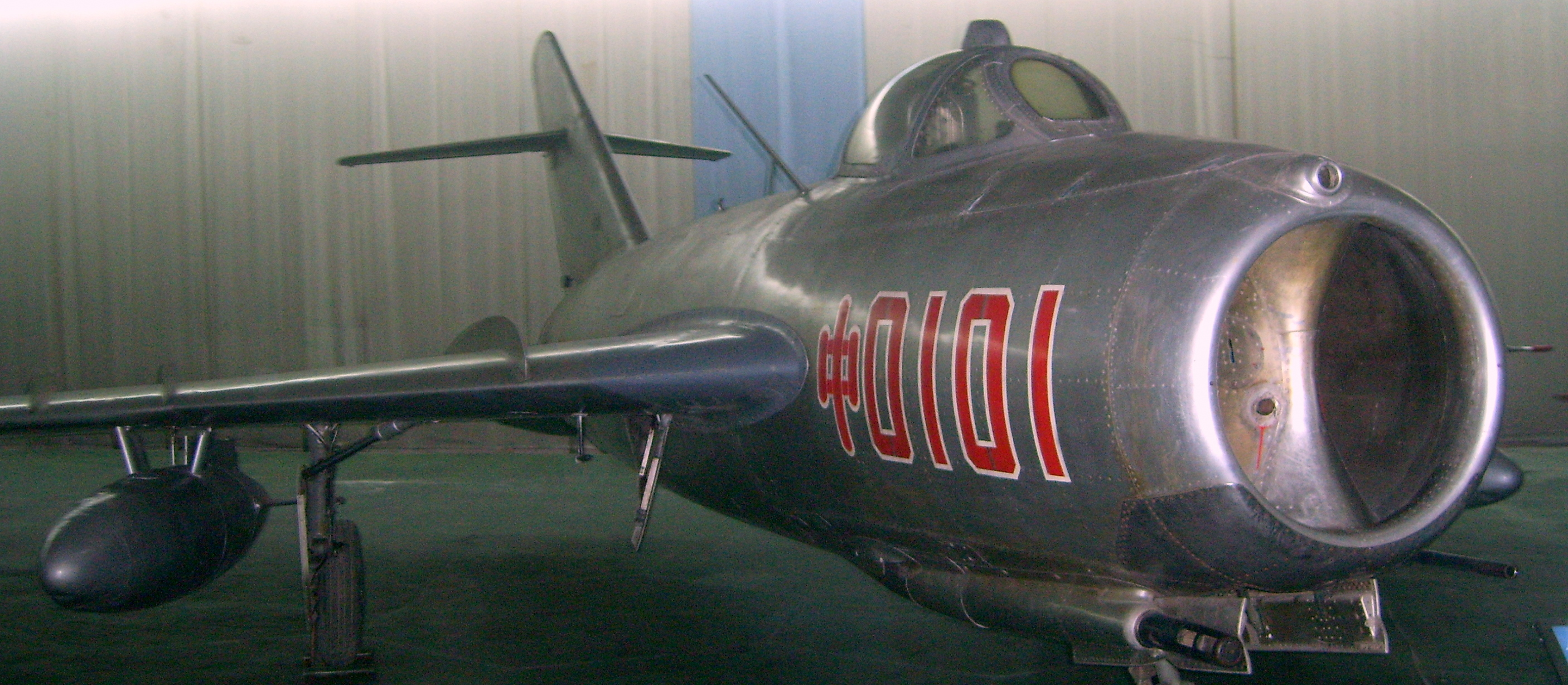
Shenyang J-5

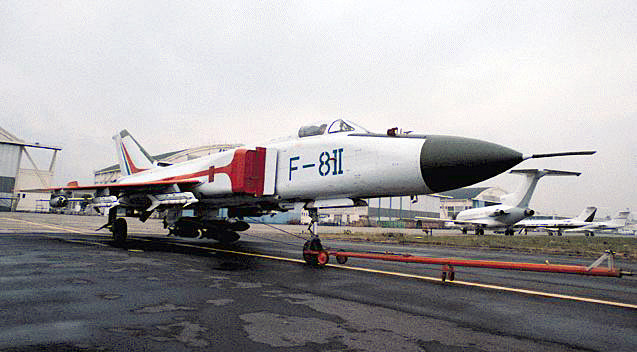
Shenyang J-8

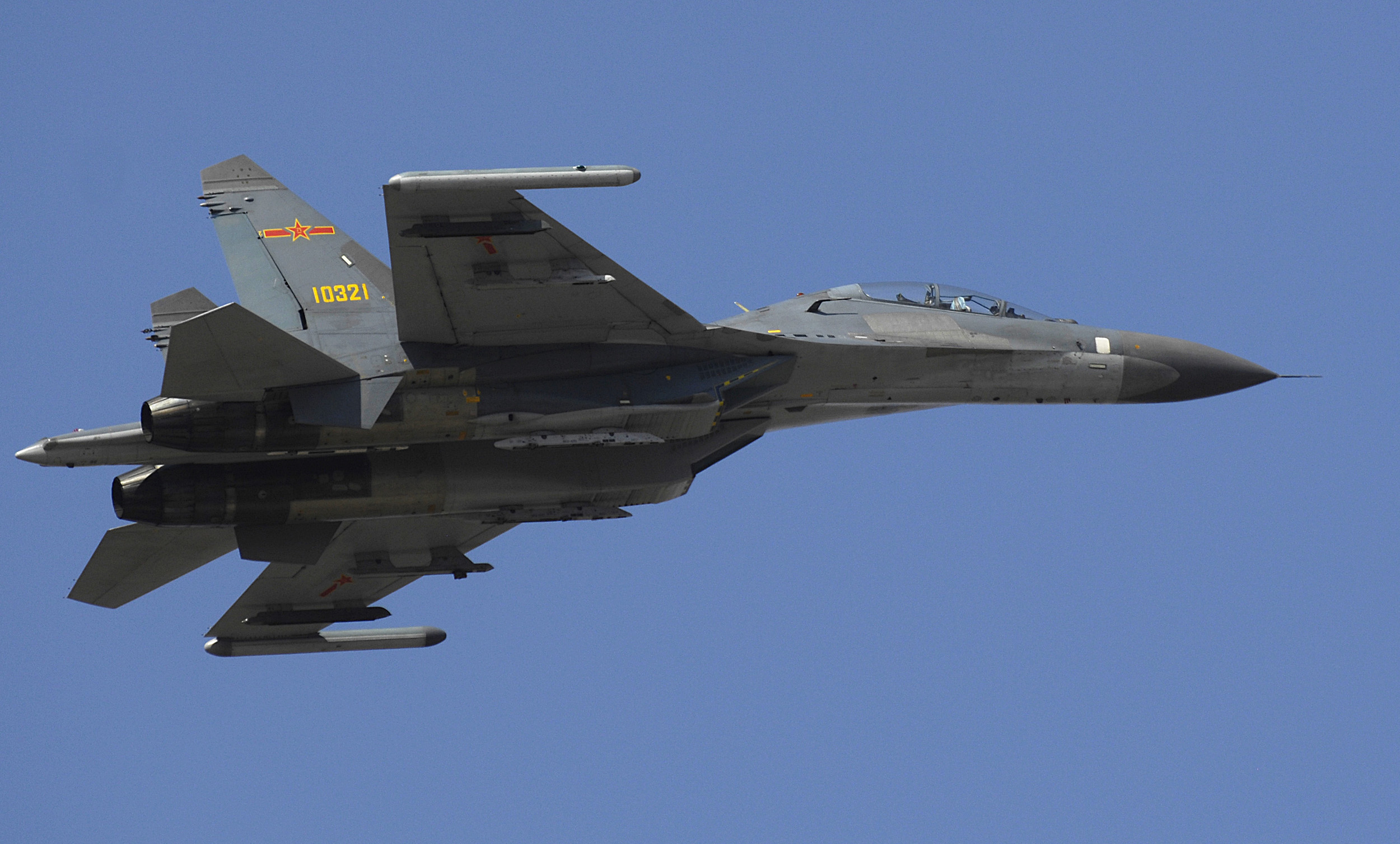
Shenyang J-11

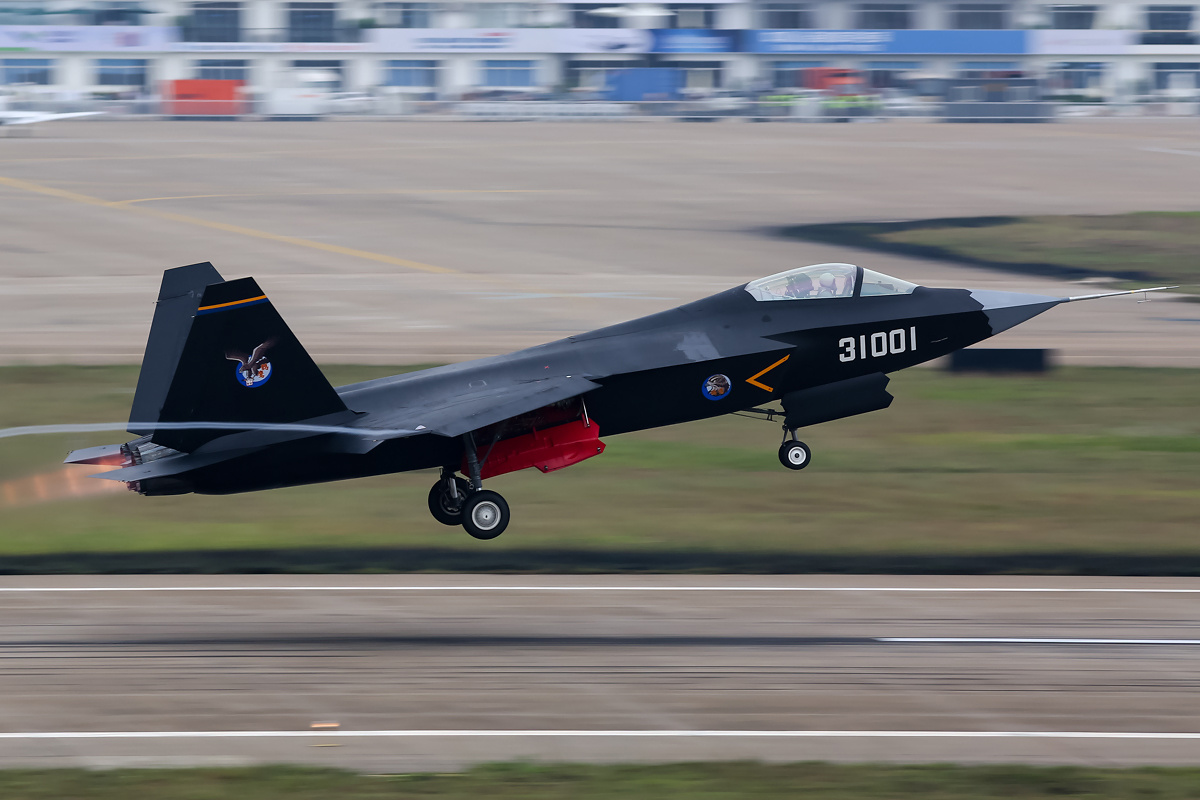
Shenyang J-31

### Aerei da caccia
- J-2, variante cinese del MiG-15.
- Shenyang J-5, variante cinese del Mikoyan-Gurevich MiG-17.
- Shenyang J-6, variante cinese del Mikoyan-Gurevich MiG-19.
- Chengdu J-7, variante cinese del Mikoyan-Gurevich MiG-21. La produzione trasferita alla Chengdu Aircraft Industry Group  nel 1970.
- Shenyang J-8, aereo da caccia di terza generazione.
- Shenyang J-11, variante cinese del Sukhoi Su-27.
- Chengdu J-20 caccia di quinta generazione.
- Shenyang J-31 aereo da caccia di quinta generazione, in fase di test.
- Shenyang J-15.
- Shenyang J-16.
- Shenyang J-35  aereo da combattimento di quinta generazione

### Aerei di linea
- ACAC ARJ21 Xiangfeng.

### Bombardieri
- Xian H-6 bombardiere - versione cinese del Tupolev Tu-16. In collaborazione con Xi'an Aircraft Industrial Corporation.
- Nanchang Q-5 caccia bombardiere.

### Aviazione Civile
- Shenyang type 5 - variante cinese del Yakovlev Yak-12.
- Cessna 162.

### Motori
- Turbofan WS-10, Taihang.
- Turbojet WP-14, Kunlun.

### Aerei a pilotaggio remoto
- Shenyang BA-5